# Zentralmoorkommission
Die Zentralmoorkommission, Commission für die Moor-Angelegenheiten, Central-Moor-Kommission, Zentral-Moor-Kommission oder nur kurz Moor-Kommission war ein beratendes Organ des Landwirtschaftsministeriums der preußischen Zentralbehörde mit Sitz in Berlin.

## Geschichte
Karl Rudolf Friedenthal gründete die Kommission 1876. Ihr Zweck war die Sammlung, Begutachtung und Förderung aller das Moorwesen betreffenden Maßregeln, um Moore besser kultivieren und benutzten zu können. In Verbindung und unter ihrer Aufsicht wurde 1877 die Moor-Versuchsstation in Bremen errichtet.
Durch die vom Landwirtschaftsministerium erlassene Geschäftsordnung vom 17. Februar 1893 wurde ihre Tätigkeit auf die Förderung der die bessere Kultur des leichten Sandbodens gerichteten Bestrebungen ausgedehnt. Vorsitzender und Mitglieder wurden durch den Minister auf je drei Jahre ernannt. Ab 1895 war das Land Oldenburg durch ein eigenes Mitglied vertreten.

## Vorsitzende
- Max von Landsberg-Velen